# Cherry Seaborn
Cherry Seaborn (Suffolk, Inglaterra, 6 de maio de 1992), é a esposa do cantor e compositor britânico Ed Sheeran, mãe de suas duas filhas e musa inspiradora musical, além de ex-jogadora profissional de hóquei em campo.

## Vida pessoal
Filha de Matthew Seaborn e de Ann Lancaster, Cherry nasceu em uma família de esportistas. Seu pai jogou críquete e futebol pela Escola Politécnica de Oxford, atualmente Oxford Brookes University, em Oxford, Inglaterra, e seu irmão, Charlie, jogou rugby, no College of St Hild and St Bede da Universidade Durham, em 2015. Ela própria, quando criança, participou de diversas atividades esportivas, incluindo hóquei em campo, esporte para o qual demonstrou grande talento.
Seaborn frequentou a Thomas Mills High School em Framlingham, Suffolk, onde estudou junto com Ed Sheeran. O contato com ele, no entanto, foi temporariamente interrompido quando ela ingressou na universidade. Na Universidade de Durham, ela estudou biologia molecular e se formou em 2013, antes de se mudar para a Carolina do Norte e ingressar a Universidade Duke, nos Estados Unidos, onde jogou hóquei em campo e obteve o título de mestre em Estudos de Administração da Fuqua School of Business, da entidade. Ela também possui uma pós-graduação em negócios sustentáveis, da Universidade de Cambridge.
Em entrevista ao The Chronicle, jornal da universidade americana, Seaborn disse que morar nos Estados Unidos sempre fez parte de seus planos.  Após a conclusão de seu mestrado, Cherry se mudou para Nova Iorque, onde trabalhou para a empresa de contabilidade Deloitte, em Wall Street. Em 2016, voltou ao Reino Unido para trabalhar no escritório da empresa em Londres e para ficar mais perto de Sheeran. Pouco tempo depois, Sheeran fez uma pequena pausa em sua carreira musical.
Apesar de seu relacionamento com uma pessoa tão famosa quanto Ed Sheeran, Cherry Seaborn é uma pessoa reservada, que não possui perfis públicos nas grandes redes sociais, e tende a ficar longe dos holofotes.

### Hóquei em campo
O hóquei em campo é uma paixão de Cherry. Jogando pelo Harleston Magpies Hockey Club , foi finalista nacional da categoria indoor sub-18 em 2007, e sub-18 em 2008. Em 2009, atuando pela seleção inglesa sub-18 da Inglaterra, conquistou uma medalha de bronze no Campeonato Europeu. Naquele mesmo ano, foi nomeada Jogadora Jovem do Ano, atuando pelo Harleston Magpies Hockey Club. Além disso, ela conquistou uma medalha de prata no Campeonato Volvo 4 Nations, de 2010.
Durante a temporada 2011-2012 da Liga Nacional Inglesa, marcou um total de 14 gols, além de marcar outros 11 durante a temporada 2012-13. Em Durham, Seaborn liderou seu time durante as edições de 2012 e 2013 do Campeonato Universitário Britânico, e também durante a conquista do segundo lugar da Conferência Norte da English Women's Hockey League, por duas temporadas consecutivas. Convocada para atuar na seleção nacional sub-21 da Inglaterra em 2011, 2012 e 2013, Cherry ajudou as inglesas a conquistarem a medalha de bronze no Campeonato Europeu de 2012, realizado na Holanda.
Seaborn não abandonou o esporte, e ainda tenta arranjar tempo para jogar hóquei em campo. Em 2021, fotógrafos flagraram Sheeran assistindo Cherry jogar com seu time, em Suffolk.

### Relacionamento com Ed Sheeran
Seaborn e Ed Sheeran se conheceram ainda quando crianças, em Sheffield, na Inglaterra, quando estudaram juntos. Porém, o casal não começou a namorar até 2015. Em entrevista à revista Us Weekly, o cantor e compositor comentou que seu reencontro com Cherry aconteceu em Nova Iorque, durante uma escala de sua turnê, graças a um amigo em comum com quem Ed estava trabalhando. Seaborn e Sheeran acabaram saindo juntos, e foram vistos em um jogo de beisebol do New York Mets e festejando com o DJ Calvin Harris, em setembro de 2015.
Seaborn foi pedida em casamento por Sheeran durante as festas de fim de ano de 2017, e o casal manteve a notícia em segredo até janeiro do ano seguinte, quando ele tornou o acontecimento público através de seu perfil do Instagram. Os dois se casaram um ano depois, em dezembro de 2018, em uma cerimônia simples e discreta, com apenas 40 pessoas presentes, dentre as quais os amigos de escola mais antigos de Ed, a família do casal e o padre.
Seu casamento, no entanto, somente se tornou público em 2019, primeiro quando Sheeran lançou seu single "Remember the Name" e os fãs se surpreenderam ao vê-lo se referir à Seaborn como sua esposa e depois, em julho daquele ano, quando ele deu uma entrevista falando sobre a música, e como a tinha escrito antes do casamento em si, e como tinha certeza de que já estariam casados até que ela fosse lançada.
Juntos, Seaborn e Sheeran têm duas filhas, Lyra Antarctica Seaborn Sheeran, nascida em 1 de setembro de 2020, e Jupiter Seaborn Sheeran, nascida em 19 de maio de 2022.
Em fevereiro de 2022, durante o sexto mês da gravidez de Jupiter, Cherry recebeu a notícia de que havia sido diagnosticada com câncer, um tumor localizado em seu braço. Ao longo do primeiro episódio da série documental Ed Sheeran: The Sum of It All, exibida pelo serviço de streaming Disney+, Cherry fala sobre a notícia em maiores detalhes: "Recebi o diagnóstico de câncer no começo do ano, o que foi uma tremenda merda. Isso me fez refletir profundamente sobre a nossa mortalidade". Não era possível operar o tumor diagnosticado enquanto sua segunda gravidez estivesse em andamento, o que fez com que Seaborn precisasse aguardar. Houve rumores de que ela faria um parto prematuro, porém ela levou a gravidez de Jupiter até o fim e, em junho de 2022, passou por uma cirurgia bem-sucedida, na manhã de uma apresentação que Sheeran fez em Wembley. No Natal daquele ano, Seaborn presenteou Sheeran com uma corrente de prata, com os nomes de Jupiter e Lyra gravados.

### Inspiração para as músicas de Ed Sheeran
Ao longo dos anos, Ed Sheeran revelou as diferentes maneiras pelas quais Cherry Seaborn serviu como musa inspiradora para alguns de seus maiores sucessos e canções mais icônicas. Desde que ela se tornou sua musa musical, foram criados sucessos como "Photograph" e a música "End Game", de Taylor Swift — com letras que referenciam o início da história de amor do casal, mencionando sua conexão desde jovens e um momento especial no Dia da Independência.
A canção "Perfect", do álbum Divide, de 2017, foi inspirada por um momento especial que Sheeran e Seaborn compartilharam durante uma festa na casa de James Blunt: foi depois de dançarem descalços e pularem na piscina que o cantor resolveu transformar a experiência em uma música. Em dezembro de 2019, Seaborn fez sua estreia em vídeo, ao aparecer no clipe da música "Put It All on Me", que, ao retratar as histórias de amor de vários casais, mostra Sheeran e Seaborn dançando juntos na cozinha.

A letra da canção “Remember the Name” insinua sobre as núpcias secretas do casal: “Veja como as letras das músicas podem ficar distorcidas / Minha esposa usa vermelho, mas fica melhor sem batom”. Em setembro de 2023, Sheeran lançou Autumn Variations, álbum que foi inspirado pelo tempo que Seaborn e ele passaram cozinhando. Em uma entrevista, o artista mencionou que os dois ouviam Norah Jones ou Jack Johnson na cozinha, e ele percebeu que não tinha um álbum com um único produtor e uma atmosfera coesa, o que buscou criar com este projeto.